# Neritos metaleuca
Neritos metaleuca är en fjärilsart som beskrevs av Paul Dognin 1911. Neritos metaleuca ingår i släktet Neritos och familjen björnspinnare. Inga underarter finns listade i Catalogue of Life.